# Halil Kumova
Halil Kumova (* 3. März 1956 in Bursa; † 9. September 2020 in Malatya) war ein türkischer Schauspieler.

## Leben und Karriere
Kumova wurde am 3. März 1956 in Bursa geboren. Seine Familie stammt aus Jugoslawien. Er begann er seine Karriere als Theaterschauspieler am Bursa Devlet Tiyatrosu. 2000 zog er nach Istanbul. Sein Debüt gab er 1993 in der Serie Bizim Mahalle. Zu seinen bekanntesten Rollen zählen Payitaht Abdülhamid, Asla Vazgeçmem, Karagül, Ayla und Ezo Gelin.
Kumova verstarb am 9. September 2020 in Malatya, während der Dreharbeiten zum Film Zalo. Er erlitt eine schwere Lungenentzündung, und ein anschließender COVID-19-Test fiel positiv aus.

## Filmografie (Auswahl)
- 1993: Bizim Mahalle
- 1993: Gerçek Kesit
- 2002: Gülbeyaz
- 2002: Lahmacun ve Pizza
- 2003: Hayat Bilgisi
- 2003: Kurşun Yarası
- 2005: Gümüş
- 2007: Son Osmanlı Yandım Ali
- 2008: Adanalı
- 2011: Sen de Gitme
- 2013: Galip Derviş
- 2013: Karagül
- 2014: Aşkın Bedeli
- 2018: Vatanım Sensin
- 2018: Diriliş Ertuğrul
- 2019: Kulyas: Lanetin Bedeli
- 2020: Solucan
- 2020: Kehanet